# Powelliphanta
Powelliphanta ist der Name einer Gattung räuberisch vor allem von Regenwürmern lebender Schnecken aus der Familie Rhytididae in der Unterordnung der Landlungenschnecken (Stylommatophora), die in Neuseeland verbreitet sind. Viele Arten sind auf kleine Gebiete in feuchten Wäldern beschränkt und durch eingeschleppte räuberische Säugetierarten gefährdet. Lange wurden die hierher gehörenden Arten zur Gattung Paryphanta gestellt.

## Merkmale
Die stets genabelten und niedergedrückten Gehäuse in der Gattung Powelliphanta ähneln denen in der Gattung Paryphanta Albers, doch ist der letzte Umgang stärker zum vorherigen Umgang hin eingezogen. Auch haben die Schalen bei Powelliphanta ein Farbmuster mit konzentrisch oder radial angeordneten Banden, meist mit abwechselnden und gegensätzlichen Farben. Ein auffälliges Merkmal ist – ähnlich wie bei Paryphanta – der Mangel an Kalk in der Schale im Vergleich zum Periostracum aus Conchin, weshalb die Häuser bei trockener Lagerung rasch zerfallen. Die Eier haben stets eine Cuticula und sind deshalb nach dem Legen bräunlich gelb.

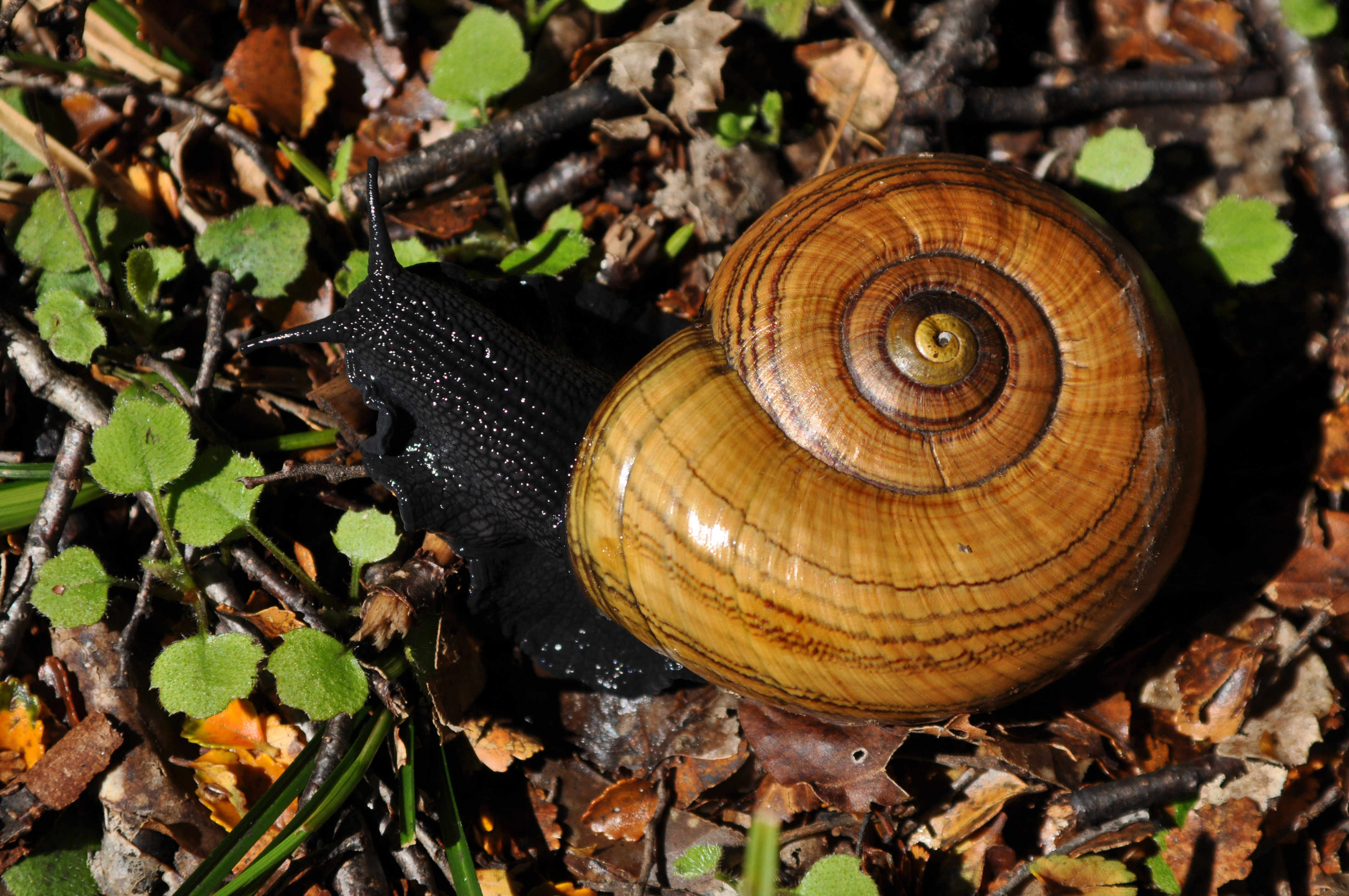
Powelliphanta hochstetteri hochstetteri, Nelson-Marlborough Conservancy, 2011

Die fein gemusterten Schalen der verschiedenen Powelliphanta-Arten weisen eine Reihe von Schattierung auf, die von braun oder rot bis hin zu gelb oder schwarz reichen. Die größte Art, Powelliphanta superba prouseorum, erreicht Gehäusedurchmesser von bis zu 9 cm und ein Körpergewicht von bis zu 90 g.

## Verbreitung und Vorkommen
Die Schneckenarten der Gattung Powelliphanta sind in Neuseeland endemisch, wobei das Verbreitungsgebiet auf der Nordinsel vom Waikaremoana-See und Ruahine Range bis zur Kapiti-Küste und auf der Südinsel von Marlborough Sounds bis Fiordland und Southland reicht. Die größte Artenvielfalt erreichen die Schnecken in den Bergen des nordwestlichen Nelson und nördlichen Westland. Einige Arten und Unterarten haben ein extrem begrenztes Verbreitungsgebiet, so etwa Powelliphanta gilliesi brunnea, die nur in einem etwa 1 ha großen Restwald an der Küste vorkommt.

## Lebensraum
Die Schnecken leben hauptsächlich in feuchten ursprünglichen Wäldern. Einige Arten und Unterarten leben in Wäldern des Flachlandes, darunter Powelliphanta traversi traversi, die auf nationaler Ebene als bedroht eingestuft ist und für die ein 10 ha großes Naturreservat mit Wald aus Dacrycarpus dacrydioides (kahikatea) und Sumpf mit Typha (raupo) bei Levin eingerichtet wurde. Andere Arten leben in Wäldern des Hochlandes oder oberhalb der Baumgrenze in Grasland (Tussock). Mehrere Arten leben nur in Wäldern auf Kalkböden, denn sie benötigen Calciumcarbonat für ihre Gehäuse und Eierschalen. Dieses gewinnen sie durch den Verzehr verschiedener Kleintiere, darunter auch Schnecken, die den Kalk aus der kalkreichen Umgebung aufgenommen haben, weshalb auch die Kalkgehäuse von der Raubschnecke aufgenommen werden. Die Powelliphanta-Schnecken benötigen eine feuchte Umgebung, da sie im Gegensatz zu den meisten anderen Landschnecken ihre Schale nicht mit einer Schutzmembran aus Schleim versiegeln können.

## Lebenszyklus
Schnecken der Gattung Powelliphanta können 20 Jahre alt werden und erreichen die Geschlechtsreife mit etwa 5 bis 6 Jahren. Als Zwitter tauschen beide Sexualpartner wie bei anderen Lungenschnecken bei der Paarung ihr Sperma aus. Eine Schnecke legt pro Jahr nur 5 bis 10 etwa 12 mm große Eier mit einer dünnen rosafarbenen Kalkschale, ähnlich winzigen Vogeleiern. Bei Arten des Flachlandes schlüpfen die Jungschnecken 2 bis 6 Monate nach Eiablage, bei Arten des Hochlandes 12 bis 14 Monate nach Eiablage.

## Ernährung
Die Schnecken der Gattung Powelliphanta ernähren sich als Raubschnecken überwiegend von Regenwürmern und Nacktschnecken, die sie mit der Radula festhalten und in ihren Mund ziehen. Sie gehen nachts auf Jagd, da sie sich tagsüber unter Laubstreu und Holz versteckt halten. Die Beute wird im Mund der Schnecke mithilfe der Radulazähne zerkleinert.

## Fressfeinde und Gefährdung durch den Menschen

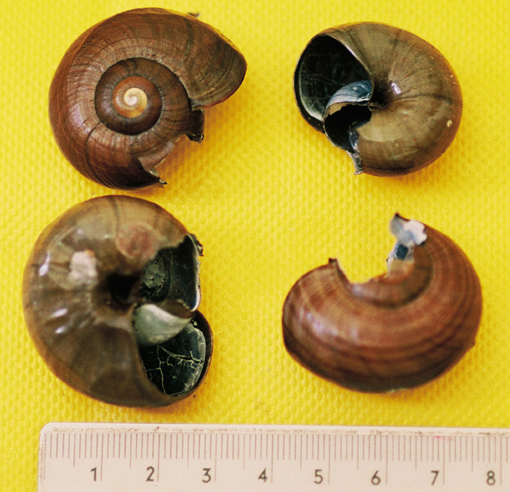
Schalenreste von Powelliphanta traversi, gefressen von Trichosurus vulpecula (Fuchskusu)

Als wichtigster einheimischer Fressfeind der Powelliphanta-Schnecken gilt die Wekaralle (Gallirallus australis), doch ist ihre Bedeutung für die Sterblichkeit der Schnecken in den Hintergrund getreten. Eingeschleppte Kletterbeutler (Trichosurus vulpecula), Schweine, Igel und Ratten machen Jagd auf die Schnecken und haben ihre Bestände in kurzer Zeit stark reduziert. Zu den Feinden der Schnecken zählen aber auch Landplanarien.
Da eine Powelliphanta-Schnecke nur 5 bis 10 Eier pro Jahr legt und die Jungtiere erst nach etwa 5 Jahren geschlechtsreif werden, sind diese Schneckenarten besonders empfindlich gegen eingeschleppte Schneckenfresser. Vom Kletterbeutler Trichosurus vulpecula wird berichtet, dass ein Tier bis zu 60 Schnecken in einer Nacht fressen kann.
Neben Fressfeinden ist die Zerstörung des Lebensraums durch Verbiss und Vertritt durch eingeschleppte Ziegen, Hirsche und Rinder ein wichtiger Faktor für den Rückgang der Schnecken.
Die Kontrolle oder sogar die Ausrottung eingeschleppter räuberischer Säugetiere wird als notwendig für das Überleben der Arten von Powelliphanta angesehen, und hierauf zielen Pläne des neuseeländischen Naturschutzamts (Department of Conservation) ab. Nach einem Einsatz des Giftes Natriumfluoracetat („1080“) mit Flugzeugen gegen Kletterbeutler nahm die Anzahl der Schnecken (unbeschriebene Art mit Hilfsbezeichnung „Powelliphanta Anatoki Range“) auf den untersuchten Flächen im Kahurangi National Park auf das Dreifache zu, und es gab zahlreiche Jungschnecken.
Zwischen 1994 und 2010 führte eine Reihe von drei Flugzeugeinsätzen mit Natriumfluoracetat über 3430 ha im Ruahine-Waldpark zu einer signifikanten Zunahme von Powelliphanta marchanti.
Die beiden Unterarten Powelliphanta gilliesi brunnea und Powelliphanta traversi otakia gelten als die am meisten bedrohten. Laut der Roten Liste von IUCN ist Powelliphanta marchantii „potenziell gefährdet“ (near threatened).
Seit 1982 ist es in Neuseeland verboten, Powelliphanta-Schnecken oder ihre Schneckenhäuser zu sammeln. Das Sammeln lebender Schnecken für die Gehäuse gilt als möglicher Grund, dass einige Arten seltener geworden sind. Einige Powelliphanta-Arten benötigen auch verlassene Schneckenhäuser zum Verzehr, um ihren Kalkbedarf zu decken.

## Systematik
Die Gattung Powelliphanta wurde erstmals 1945 von A. C. O’Connor als Untergattung von Paryphanta beschrieben. Mit der Namensgebung ehrte O’Connor den Malakologen und Experten für die Familie Rhytididae, Arthur William Baden Powell", und berücksichtigte mit dem zweiten Namensteil die Ähnlichkeit zur Gattung Paryphanta.

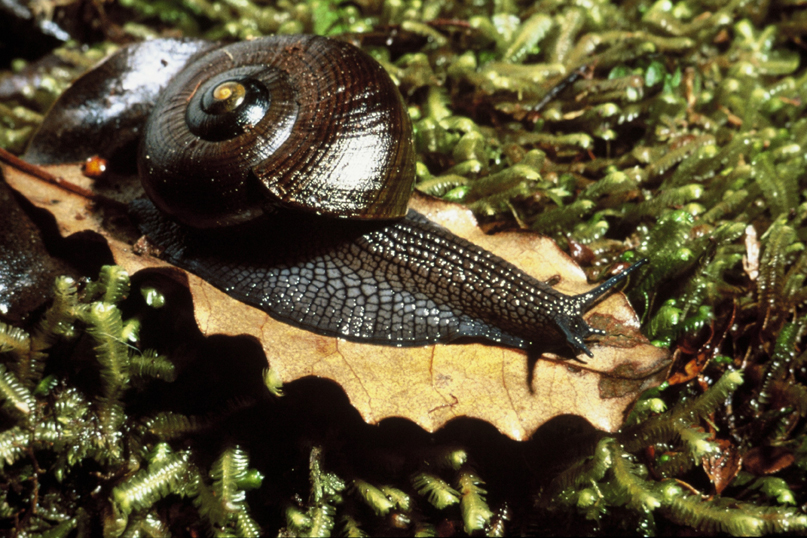
Powelliphanta lignaria johnstoni, Mōkihinui River

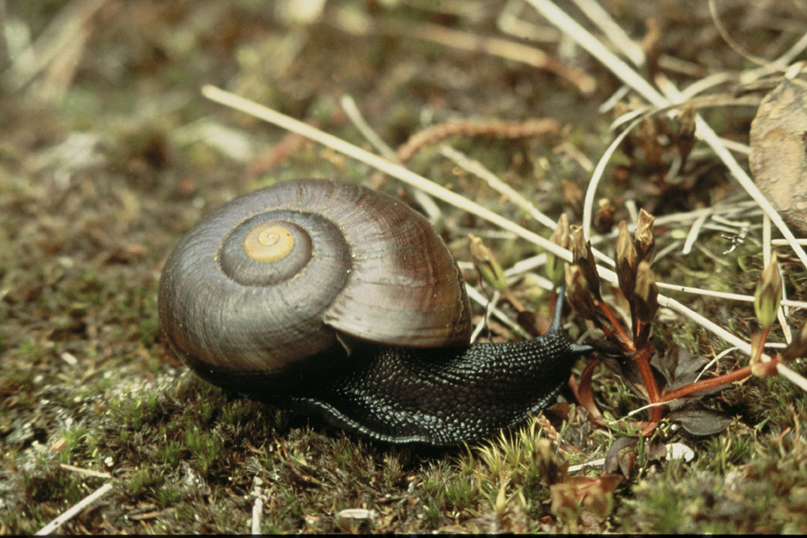
Powelliphanta marchanti

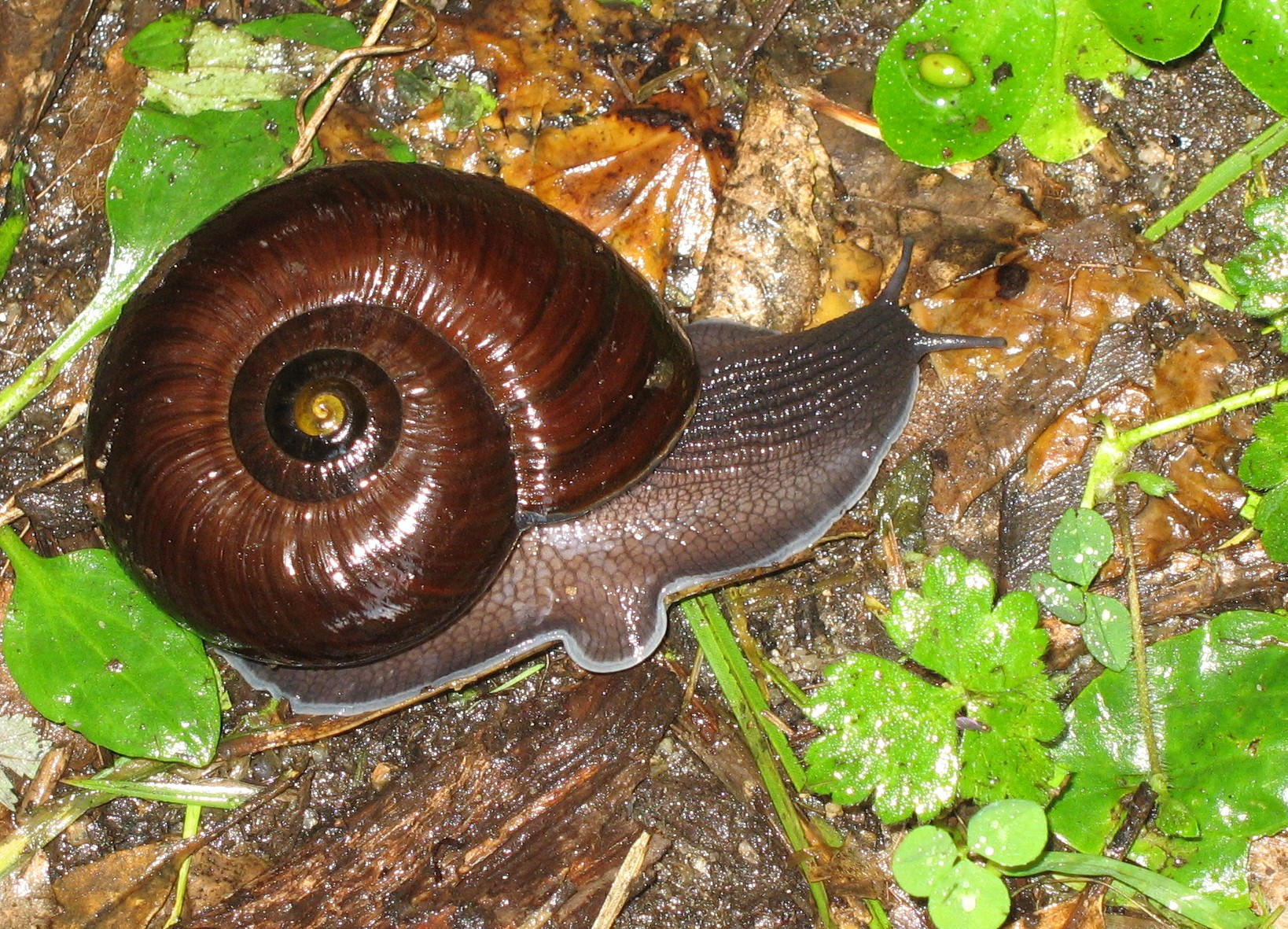
Powelliphanta annectens

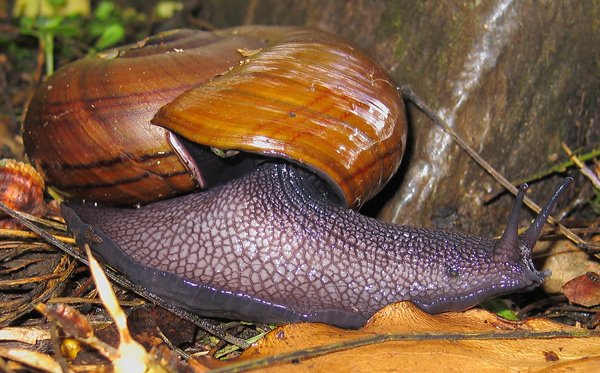
Powelliphanta hochstetteri hochstetteri

1977 erhob F. M. Climo Powelliphanta zu einer Gattung und beließ lediglich zwei Arten in der Gattung Paryphanta. Es gibt in der Gattung mindestens 21 Arten und 51 Unterarten.
Zu den Arten in der Gattung Powelliphanta gehören:
- Powelliphanta annectens
- Powelliphanta augusta
- Powelliphanta fiordlandica
- Powelliphanta gilliesi
- Powelliphanta hochstetteri (Typusart)
- Powelliphanta lignaria
- Powelliphanta marchanti
- Powelliphanta patrickensis
- Powelliphanta rossiana
- Powelliphanta spedeni
- Powelliphanta superba
- Powelliphanta traversi

Darüber hinaus gibt es eine Reihe unbeschriebener Arten.